# Tour della nazionale maschile di rugby a 15 dell'Irlanda 1981
Nel 1981, la nazionale irlandese di rugby si reca per un contestato tour in Sudafrica. Motivo delle contestazioni la politica sudafricana di segregazione razziale.
Dal punto di vista dei risultati subiranno due sconfitte di misura dagli Springboks.

## Risultati
| Pretoria 16 maggio 1981 | South Africa Gazelles | 18 – 15 | Irlanda XV | Loftus Versfeld |

| Potchefstroom 20 maggio 1981 | SA Mining XV | 7 – 46 | Irlanda XV | Olën Park |

| Durban 23 maggio 1981 | President's Trophy XV | 3 – 54 | Irlanda XV | Kings Park Stadium |

| Wellington 26 maggio 1981 | SA Country District XV | 17 – 16 | Irlanda XV | Boland Stadium |

| Città del Capo 30 maggio 1981 | Sudafrica | 23 – 15 | Irlanda | Newlands Stadium |

| Oudtshoorn 2 giugno 1981 | Gold Cup XV | 10 – 51 | Irlanda XV |  |

| Durban 6 giugno 1981 | Sudafrica | 12 – 10 | Irlanda | King's Park |